# Автомагістраль А89 (Франція)
Автомагістраль A89 — автомагістраль в центральній Франції. Вона відома як La Transeuropéenne. З’єднує Бордо (від Лібурна) та Ліон (у Лімоне) через Клермон-Ферран. Її загальна довжина 544 км.
Проект стартував у 1991 році та був завершений у 2018 році. Він складається з будівництва нової дороги та повторного використання значної частини A72, побудованої у 1980-х роках. Автотраса отримала номер національної дороги, по якій вона проходить, N89.
З 544 кілометрів в експлуатації: 167 км між Лібурном і Брив-ла-Гаярдом, 175 км між Сен-Жермен-ле-Верг і Комброндом і 143 км між Клермон-Ферраном і Лімонестом. Це концесія Autoroutes du Sud de la France, за винятком останньої секції, 5 км між Ла-Тур-де-Сальваньї і Limonest було передано Autoroutes Paris-Rhin-Rhône.
Щоб забезпечити безперебійність номерів, після відкриття ділянки між розв’язкою Сен-Жульєн-Сансі та розв’язкою Комбронд на початку 2006 року загальне ядро автомагістралі A71 тепер носить обидві назви (A71-A89), тоді як автомагістралі A710 і A72 між Клермон-Ферраном і Бальбіньї були перейменовані на A89.

## Історія
Ця трансверсальна автомагістраль була задумана як потужний інструмент для відкриття центру Франції, який раніше сполучався лише з Парижем, і швидшого сполучення між другим і шостим за величиною міськими районами Франції, Ліоном і Бордо. Тому її  комерційна назва La Transeuropéenne. Її також називають Авторутою президентів, тому що вона перетинає феодальні володіння кількох президентів Франції, Валері Жискар д'Естена, Жака Ширака та Франсуа Олланда, а також проходить поруч із володіннями Жоржа Помпіду. Через екологічну чутливість Регіонального природного парку вулканів Оверні, особливо візуальний вплив такої роботи, було вирішено не перетинати "Ланцюг вулканічних пагорбів" (англ. Chaîne des Puys) посередині. Наближаючись до цього району, автотраса прямує на північний схід, щоб обійти вулкани, позбавляючи Клермон-Ферран прямого доступу до автотраси із заходу.

### Відкриті відтинки
Автомагістраль A89 розділена на кілька ділянок:
- Лібурн - Періге - Тенон - Террассон-Лавільдьє - Брів;
- Сен-Жермен-ле-Вернь - Тюль - Юссель - Сен-Жульєн-Пюї-Лавез - Комбронд;
- Комбронд – Клермон-Ферран: загальна лінія (з подвійним номером) через A71;
- Клермон-Ферран - Тьєр - Бальбіньї (раніше A72, перейменований на A89 у 2006 році);
- Бальбіньї - Тур-де-Сальваньї.

Секція Арвейр в Сен-Жульєн-Пюї-Лавез, 288 км, було оголошено комунальним підприємством 10 січня 1996 року Ділянка між Періньяк і Кублак була також 12 липня 2005 року.

### Ділянка від Бальбіньї до Ла Тур-де-Сальваньї
Роботи розпочалися 28 червня 2008 року з риття першого 3,9 км тунель між Віоле (Луара) і Жу (Рона). З відстані 49,5 км, у тому числі 31,5 км у Луарі, ця ділянка автомагістралі також з’єднувала Роанн з Ла Тур-де-Сальваньї на в’їзді в Ліон через Бальбіньї. Вартість проекту склала 1,5 млрд євро.
У вересні 2010 року Віадук Торранчин у Пончарра-сюр-Турдіне була першою спорудою, завершеною на цій ділянці. Ця споруда довжиною 196 метрів і шириною 21,55 метра вартістю 11 мільйонів євро була побудована "Eiffage Travaux Publics", "Eiffel Construction Métallique" і "Forézienne d'Entreprises".
Загалом було побудовано десять виняткових споруд: сім віадуків, найвидовищнішим з яких є Віадук Ґутт-Віньоль (618 метрів), і три тунелі: Тунель Вйоле (3900 м), тунель Ла-Бюсьєр (1050 м) та тунель Шалоссе (750 м). A89 має 2 × 3 смуги по 5 км з кожного боку тунелю де Віоле.
Однак цей відтинок був включений до національного генерального плану розвитку інфраструктури в 1970-х роках, перш ніж його було залишено в 1975 році після нафтової кризи. Ділянка, що перетинає сектори нижньої долини Азерг і Божоле, була заперечена сільськогосподарськими районами та сильною міською територією (біля Вільфранш-сюр-Сон). Незважаючи на відмову асоціацій, у тому числі координаційного комітету проти шосе в Божоле (3CAB), який віддав перевагу розвитку національної дороги зі смугами руху 2 × 2, попереднє підсумкове дослідження проекту все ж відбулося в 1997 році. Громадське обстеження було розпочато в червні 1997 року, і комісія з розслідування дала схвальний висновок на реалізацію цієї ділянки дороги. Відповідно до прес-релізу від 5 січня 1999 року процедура, яка призвела до оголошення для публічного використання, не була виконана через екологічні труднощі, як зазначено в CIADT від 15 грудня 1998 року. Тоді проект коштував 11 мільярдів франків. Двадцять асоціацій жителів були створені проти цієї дороги між 1987 і 1995 роками. Ця ділянка, аж до Ла-Тур-де-Сальваньї, була оголошена комунальним підприємством 17 квітня 2003 року. Дільниця була урочисто відкрита 19 січня 2013 року та відкрита через два дні.

### Відтинок між A20 і Сен-Жермен-ле-Вернь
У прес-релізі префектури Коррез від 15 травня 2006 року підтверджено розширення A89, на північ від Брів-ла-Гайард, 2 × 2 смугами D9 до 2012–2013 років до A20 з можливими 2 × 3 смугами залежно від про майбутній дорожній рух. Це означало остаточну відмову від ділянки між Сен-Жермен-ле-Вернь і Брів-Норд, яка була спільно з A20.

### Відтинок між Ла Тур-де-Сальваньї та Лимонест
4 квітня 2016 року розпочалися роботи з будівництва сполучення A89 у Ла-Тур-де-Сальваньї з A6 у Лімонест. Ця ділянка відкрилася 3 березня 2018 року, забезпечуючи безперервність не лише з A6, але й з A46 через автостраду A466.
Муніципальні ради, асоціації, міська громада Ліона під головуванням Жерара Колломба, департамент Рона та інші організації виступили проти цього зв’язку, запропонувавши альтернативу Анс / Кінсьє (A46N), яка б зменшила трафік з A89 на вже насичений Тунель де Фурв'єр.

### Планові відтинки
- Реконструкція розв'язки з кільцевою дорогою Бордо A630 (Rocade).
- Оновлення статусу шосе N89 між Бордо та Лібурном.
- Відгалуження Сен-Бозір (сполучення A71 - A89 для північного обходу Клермон-Феррана) - 7 км